# Abyssocottidae
Gli Abyssocottidae sono una famiglia di pesci ossei appartenenti all'ordine Scorpaeniformes.

## Distribuzione e habitat
Sono endemici del lago Baikal in Siberia.
Vivono generalmente in acque profonde, anche oltre i 1000 metri qualificandosi come veri e propri pesci abissali d'acqua dolce.

## Descrizione
Sono relativamente simili ai Cottidae. Hanno testa e bocca grandi, pinne pettorali ampie, due pinne dorsali, la prima spinosa e piccola e la seconda composta di raggi molli più lunga.
Sono pesci di piccole dimensioni che raramente raggiungono i 20 cm.

## Biologia
Ignota.

## Specie
- Genere Abyssocottus
  - Abyssocottus elochini
  - Abyssocottus gibbosus
  - Abyssocottus korotneffi
- Genere Asprocottus
  - Asprocottus abyssalis
  - Asprocottus herzensteini
  - Asprocottus intermedius
  - Asprocottus korjakovi
  - Asprocottus minor
  - Asprocottus parmiferus
  - Asprocottus platycephalus
  - Asprocottus pulcher
- Genere Cottinella
  - Cottinella boulengeri
- Genere Cyphocottus
  - Cyphocottus eurystomus
  - Cyphocottus megalops
- Genere Limnocottus
  - Limnocottus bergianus
  - Limnocottus godlewskii
  - Limnocottus griseus
  - Limnocottus pallidus
- Genere Neocottus
  - Neocottus thermalis
  - Neocottus werestschagini
- Genere Procottus
  - Procottus gotoi
  - Procottus gurwicii
  - Procottus jeittelesii
  - Procottus major